# Piégut
Piégut település Franciaországban, Alpes-de-Haute-Provence megyében. Lakosainak száma 208 fő (2022. január 1.). Piégut Gigors, Venterol, Remollon, Rochebrune és Valserres községekkel határos.

## Népesség
A település népességének változása:
| Lakosok száma | 65   | 72   | 86   | 133  | 155  | 169  | 186  | 202  | 204  | 208  |
|               | 1968 | 1982 | 1990 | 2006 | 2013 | 2015 | 2017 | 2019 | 2020 | 2022 |